# Ferrière-et-Lafolie
Ferrière-et-Lafolie ist eine französische Gemeinde mit 51 Einwohnern (Stand 1. Januar 2022) im Département Haute-Marne in der Region Grand Est (vor 2016 Champagne-Ardenne). Sie gehört zum Arrondissement Saint-Dizier und zum Kanton Joinville. 

## Geographie
Ferrière-et-Lafolie liegt etwa 37 Kilometer nördlich von Chaumont. Umgeben wird Ferrière-et-Lafolie von den Nachbargemeinden Mathons im Westen und Norden,  Joinville im Norden und Nordosten, Fronville im Osten, Blécourt im Süden sowie Brachay im Südwesten.

## Bevölkerungsentwicklung
| Jahr                       | 1962 | 1968 | 1975 | 1982 | 1990 | 1999 | 2006 | 2011 | 2019 |
| -------------------------- | ---- | ---- | ---- | ---- | ---- | ---- | ---- | ---- | ---- |
| Einwohner                  | 74   | 66   | 62   | 51   | 55   | 48   | 44   | 47   | 50   |
| Quellen: Cassini und INSEE |      |      |      |      |      |      |      |      |      |

## Sehenswürdigkeiten
- Kirche Saint-Jean-l’Évangéliste in Ferrière
- Kirche Notre-Dame-de-l’Assomption in Lafolie